# Turnia Marcinkowskiego

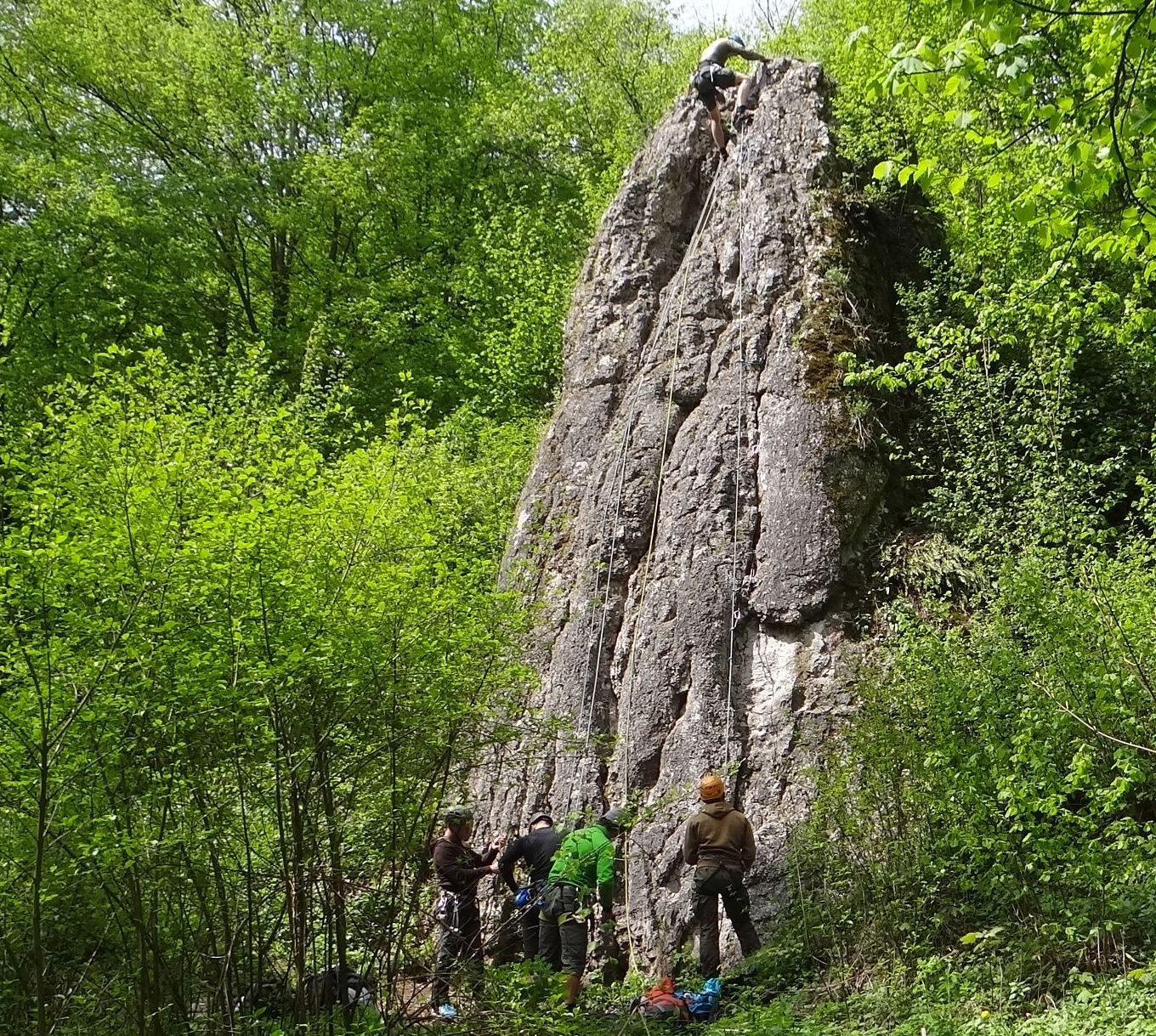
Wspinaczka na Turni Marcinkowskiego

Turnia Marcinkowskiego – skała w Dolinie Kobylańskiej na Wyżynie Olkuskiej, w miejscowości Będkowice, w gminie Wielka Wieś, powiecie krakowskim, województwie małopolskim. Znajduje się w środkowej części orograficznie prawych zboczy doliny, tuż powyżej szlaku turystycznego biegnącego dnem doliny.
Dolina Kobylańska jest jednym z najbardziej popularnych terenów wspinaczki skalnej}. Zbudowana z wapieni Turnia Marcinkowskiego znajduje się w lesie. Ma postać skalnego słupa, wysokość 8–9 m, połogie i pionowe ściany z filarem. Przez wspinaczy skalnych zaliczana jest do Grupy Płetwy. Wspinacze poprowadzili na niej 3 łatwe drogi wspinaczkowe o trudności III – IV w skali Kurtyki. Mają wystawę wschodnią. Asekuracja własna.

## Drogi wspinaczkowe
1. Lewy Macinkowski; IV, 8 m
2. Środek Marcinkowskiego; I,II, 8 m
3. Prawy Marcinkowski; IV, 8 m[3].